# Trochalus simplex
Trochalus simplex är en skalbaggsart som beskrevs av Frey 1973. Trochalus simplex ingår i släktet Trochalus och familjen Melolonthidae. Inga underarter finns listade i Catalogue of Life.